# Pino D'Angiò
Giuseppe Chierchia (Pompeia, 14 de agosto de 1952 - Roma, 6 de julho de 2024) foi um cantor e compositor italiano.

## Biografia
Famoso na Europa pelas canções pop nos anos 1980, estréia em 1979 com a música È libero, scusi?. Contudo, a canção de maior sucesso é um rap intitulado Ma quale idea, publicada como single, dois anos depois, o qual alcançou a marca de dois milhões e meio de cópias vendidas, sendo também gravado em espanhol e francês. A música é considerada o primeiro rap-funk composto na Europa, além de ter sido uma das peças mais tocadas nas discotecas no princípio dos anos 80. Com Ma quale idea, Pino D'Angiò alcançou o primeiro lugar do hit-parade em França, Alemanha, Espanha, Itália, Bélgica e Reino Unido. O único caso precedente fôra Nel blu dipinto di blu (Volare), (1958), de Domenico Modugno. Em 19 de setembro de 1981 alcança o primeiro lugar na Espanha como uma versão da canção em espanhol intitulada Que Idea.
Participa do Festivalbar, em 1981, com Un concerto da strapazzo, e no ano seguinte, com Fammi un panino. Vence a Gôndola de Prata, à Mostra Internacional de Música Ligeira de Veneza, em 1980. Em 1983, é nomeado melhor artista estrangeiro na Espanha. Entre 1981 e 1989 recebeu nove discos de ouro.
Junto a cantores como Andrea Mingardi, Riccardo Fogli, Gianni Morandi, Eros Ramazzotti e o letrista Mogol, é um dos fundadores da Seleção Italiana de Cantores, associação beneficente que promove amistosos futebolísticos para angariar fundos em favor dos necessitados.
É o único artista italiano presente no DVD World Tribute to the Funk, editado pela Sony Music, em 2003, considerada a enciclopédia universal da Funky Music.
Compõe entre 1980 até 2009 canções para vários artistas, entre os quais, Raf, Miguel Bosé e Mina (Ma chi è quello lì). Trabalha para a RAI, à qual escreve e conduz alguns programas radiofônicos e televisivos.
Participa também com relevo de comédias músicas teatrais e recitais, os quais ele mesmo idealizou, além de produções cinematográficas, como um papel no primeiro filme de Giuseppe Tornatore, intitulado Il camorrista.
Entre 1998 e 2003, se exibe nos palcos alternando monólogos teatrais e repropondo o seu repertório musical.
Em 2005, o single Ma quale idea foi regravado pelo grupo Flaminio Maphia com o título Che idea.
Em 6 de julho de 2024, a família de D'Angiò anunciou sua morte súbita devido a uma doença grave através de seus perfis sociais. Ele tinha 71 anos.

## Discografia
- 1981 - Balla!; Rifi Recordings;
- 1982 - Ti regalo della musica; Bellaphon;
- 1982 - Ma quale idea (¡Que idea!); Velvet de Venezuela;
- 1983 - Evelonpappa, Evelonmamma; Wea;
- 1984 - Una notte maledetta; SGM Records;
- 1988 - Gente Si & Gente No; Aspa;
- 1989 - Dancing In Jazz; Carosello;
- 1991 - STS Siamo tutti stufi; JBR;
- 1999 - I successi; D.V. More Record;
- 1999 - Ma quale idea? e le altre storie; Carosello;
- 2002 - Lettere a Federico Fellini; Zetazero;

## Honrarias
- 9 discos de ouro
- 2003 - DVD World Tribute to The Funk, Sony Music